# Esrange
Esrange, Esrange Space Center – kosmodrom zlokalizowany około 40 kilometrów na wschód od miejscowości Kiruna w północnej Szwecji. Na terenie kosmodromu realizowane są m.in. badania naukowe wykorzystujące stratostaty oraz rakiety suborbitalne, badania zorzy polarnej oraz komunikacja ze sztucznymi satelitami. Esrange znajduje się 200 km na północ od koła podbiegunowego i jest otoczony terenami o bardzo niskiej gęstości zaludnienia, co ułatwia prowadzenie lotów balonowych oraz rakietowych przy zmniejszonym ryzyku ofiar na ziemi.

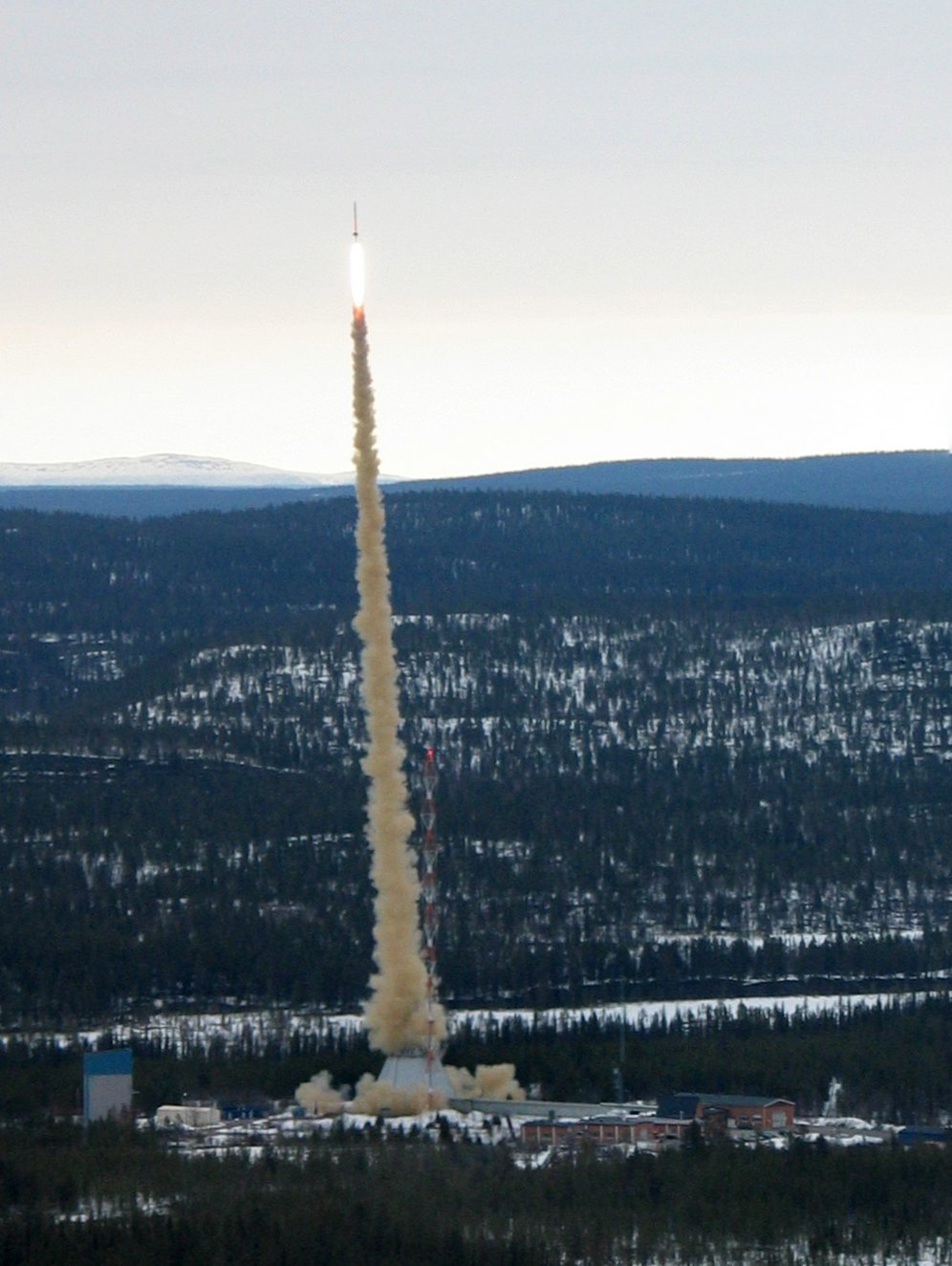
Start rakiety Skylark z Esrange (2005)

Esrange został zbudowany w roku 1964 przez Europejską Organizację Badań Kosmicznych, która następnie przekształciła się w Europejską Agencję Kosmiczną po połączeniu z Europejską Organizacja Rozwoju Rakiet Nośnych. Pierwszy start rakiety z Esrange miał miejsce 19 listopada 1966 roku. W roku 1972 właścicielem Esrange zostało nowo powołana Szwedzka Korporacja Kosmiczna (Swedish Space Corporation).
Bezpieczeństwo lotów rakietowych oraz stratostatów jest zapewniane poprzez przeprowadzanie misji zgodnie z regulaminem bezpieczeństwa. Publikowane są komunikaty ostrzegające o planowanych startach. Na czas startów zabrania się wstępu na teren strefy bezpieczeństwa.

## Historia
Esrange został zbudowany w roku 1964 przez Europejską Organizację Badań Kosmicznych w celu wynoszenia rakiet suborbitalnych. O lokalizacji ośrodka nieopodal Kiruny zadecydowały względy naukowe oraz logistyczne. Z uwagi na to, że w ośrodku planowano prowadzić badania zorzy polarnej, konieczna była jego lokalizacja na jak najwyższej szerokości geograficznej. Kiruna jest dobrze skomunikowana ze światem koleją oraz infrastrukturą drogową, posiada również lotnisko. Kolejnym atutem lokalizacji było znajdujące się już nieopodal Kiruny obserwatorium geofizyczne. W roku 1972 właścicielem kosmodromu została Szwedzka Korporacja Kosmiczna (Swedish Space Corporation – SSC). W roku 1974 miał miejsce pierwszy lot stratostatu wypuszczonego z Esrange, a cztery lata później na terenie kosmodromu rozpoczęła pracę stacja naziemna. W roku 2000 SSC przejęło firmę Universal Space Network i założyło globalną sieć stacji naziemnych zarządzanych z Esrange. W roku 2020 rozpoczęła się działalność stanowiska do testowania napędów rakiet nośnych. Ogłoszono również plany rozbudowy Esrange o stanowisko startowe dla małych rakiet nośnych. 24 sierpnia 2021 roku w czasie testu silnika rakietowego wybuchł pożar, który doprowadził do zniszczeń części infrastruktury służącej do przygotowywania lotów rakiet suborbitalnych. Żaden pracownik nie ucierpiał.

## Starty rakiet
W latach 1966–1972 ESRO wystrzeliło z Esrange ponad 150 rakiet suborbitalnych. Większość z nich stanowiły rakiety Centaure, Nike Apache oraz Skua, osiągające pułapy od 100 do 220 kilometrów. Loty były wykorzystane do badań w wielu dziedzinach, najwięcej z nich miało na celu badania atmosfery oraz jonosfery. Po roku 1972 z Esrange wystrzeliwano coraz większe rakiety, zdolne do lotu z większymi ładunkami badawczymi oraz na większe pułapy. Rozpoczęto loty mające na celu badania w mikrograwitacji, która panuje na pokładzie rakiety w czasie lotu ponad gęstymi partiami atmosfery. W roku 2019 Szwedzka Korporacja Kosmiczna wspólnie z DLR włączyła do oferty usługę „Suborbital Express”, która ma zapewnić klientom szybki dostęp do lotów suborbitalnych. Łącznie, od roku 1974 z terenu Esrange wystrzelono 575 rakiet suborbitalnych (stan na 05.02.2022).

## Loty stratostatów

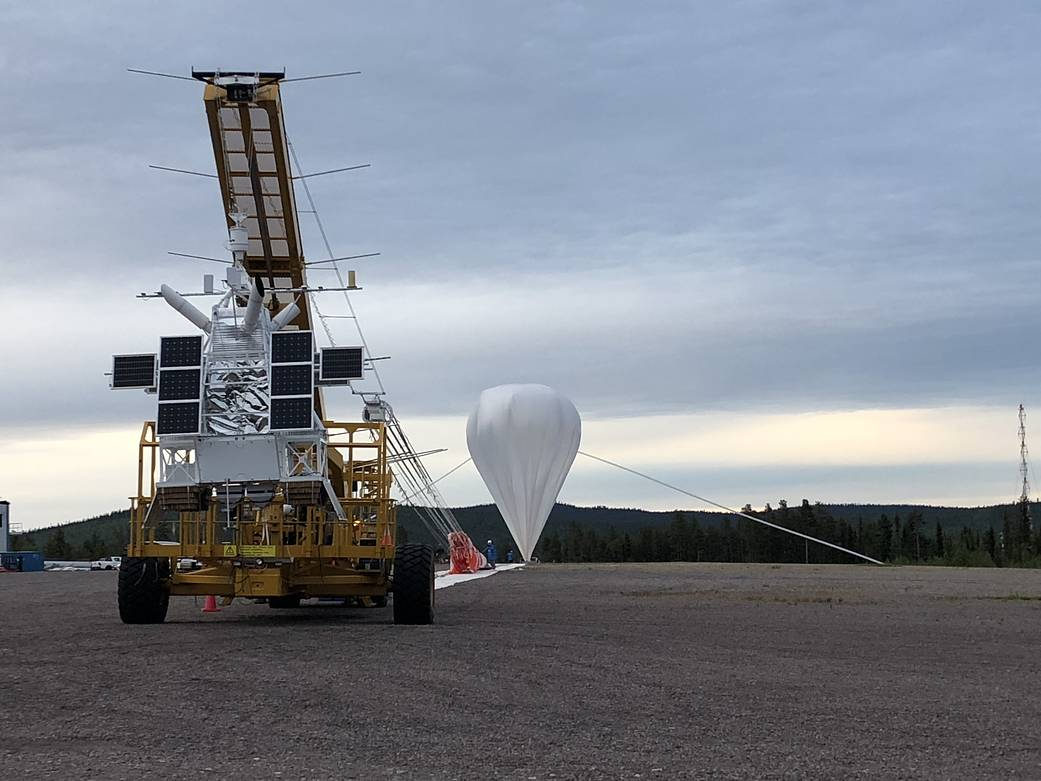
Opracowane przez NASA urządzenie badawcze o nazwie HIWIND na terenie Esrange, w czasie przygotowania do lotu stratostatem. Na zdjęciu widoczny jest pojazd służący do wypuszczania stratostatów

Od roku 1974 z terenu Esrange wypuszczono w celach naukowych 665 stratostatów (stan na 05.02.2022) m.in. w ramach programu edukacyjnego BEXUS. W roku 2004, we współpracy z NASA, dokonano modernizacji i rozbudowy infrastruktury wspierającej starty stratostatów. Stanowisko startowe ma powierzchnię 250 000 m² oraz 6 pasów startowych o długości około 200 metrów, zorientowanych zgodnie z najczęściej występującymi na tym obszarze kierunkami wiatru. Esrange posiada pojazd służący do wypuszczania stratostatów, zdolny do obsługi balonów o objętości do 1 miliona metrów sześciennych. Integracja balonów, ich ładunków badawczych oraz inne niezbędne przygotowania są prowadzone w dedykowanych budynkach.

## Stacje naziemne
Położenie Esrange na wysokiej szerokości geograficznej jest dogodne z punktu widzenia łączności z satelitami na orbitach biegunowych. Stacja naziemna Esrange jest częścią globalnej sieci, w której skład wchodzą: stacja w Kanadzie, na Alasce, na Hawajach, w Chile oraz w Australii. Sieć jest zarządzana z Esrange. Stacja naziemna Esrange rozpoczęła pracę w roku 1978 i była wykorzystywana do kontroli nad wieloma satelitami, m.in.: telekomunikacyjnymi Tele-X, Sirius-1, Sirius-2, Sirius-3, Sirius-4 oraz szwedzkimi satelitami Viking, Freja, Astrid-1 czy Odin. Ponadto, Esrange odbierało dane z ponad 50 satelitów, m.in.: SPOT 1-5, Landsat 2-7, ERS-1-2 oraz Envisat. Esrange posiada stacje działające w pasmach UHF, S oraz X. Esrange oferuje usługi dla satelitów na orbitach biegunowych we współpracy z kanadyjską stacją Inuvik

## Testy oraz starty rakiet orbitalnych
Chociaż pomysły, by z terenu Esrange wystrzeliwać rakiety nośne pojawiły się już w czasie założenia kosmodromu w roku 1966, to dopiero w ostatnich latach rozpoczęto ich realizację. 14 października 2020 roku Matilda Ernkrans, minister ds. kosmicznych Szwecji ogłosiła decyzję szwedzkiego rządu, by uzyskać zdolność do wynoszenia małych satelitów na orbitę, z kosmodromu Esrange. Rząd szwedzki zobowiązał się dofinansować na ten cel kosmodrom kwotą ponad 8,6 mln Euro, co ma zaowocować pierwszymi startami na orbitę już w roku 2022. W roku 2020 rozpoczęła się działalność stanowiska do testowania napędów rakiet nośnych, w ramach którego powstały m.in. hamownie rakietowe.

## Testy bezzałogowych statków powietrznych
Strefa powietrzna nad Esrange pozwala również na testowanie Bezzałogowych Statków Powietrznych w strefie powietrznej bez ograniczenia wysokości lotu.

## Infrastruktura badawcza
Na terenie Esrange wykonuje się badania atmosfery oraz przestrzeni kosmicznej również za pomocą naziemnych instrumentów badawczych. Są to:
- magnetometr 3-osiowy mierzący zmiany w polu magnetycznym Ziemi w zakresie +/- 8000 nT z dokładnością +/- 1nT;
- fotometr czterokanałowy (kanały 427,8 nm, 486,1 nm, 557,7 nm oraz 630,0 nm) do badań zorzy polarnej;
- 2 riometry – urządzenie służące do pomiaru absorpcji promieniowania elektromagnetycznego przez jonosferę;
- 4 nadajniki radiowe Faradaya o mocy 1 kW i częstotliwościach 1300, 2200, 3883 oraz 7800 Hz. Używane razem z odpowiednim odbiornikiem na pokładzie rakiety suborbitalnej służą do pomiaru gęstości elektronowej w jonosferze;
- radar naukowy ESRAD – pracujący w częstotliwości 52 MHz służy do badań zjawisk atmosferycznych w mezosferze, stratosferze oraz troposferze;
- LIDAR o mocy 18 W dla długości fali 532 nm oraz 36 W dla długości fali 1064 nm, wyposażony w czujniki wykrywające rozwiązania Mie;
- kamery do obserwacji nocnego nieba;
- radar do wykrywana meteorów[16], pracujący w częstotliwości 32,5 MHz.

Dane naukowe są zapisywane na lokalnych serwerach i mogą być udostępnione.